# اریوالدو آنتونیو سارایوا
اریوالدو آنتونیو سارایوا (به پرتغالی: Erivaldo Antonio Saraiva) مهاجم اهل برزیل است که در شهر Cubatão، ایالت سائوپائولو و در تاریخ ۲۲ نوامبر ۱۹۸۰ به دنیا آمده‌است.
اریوالدو آنتونیو سارایوا در تیم‌های فوتبال São Vicente سابقهٔ حضور دارد.